# Xanxa
 Anderson Giacomini Menezes (Carazinho, 4 de junho de 1978) é um voleibolista indoor brasileiro  com experiência em clubes no cenário nacional e internacional  e também na seleção brasileira e a serviço desta conquistou importantes resultados : nas categorias de base foi campeão mundial infanto-juvenil em 1995  e campeão sul-americano juvenil em 1996 e vice-campeão mundial em 1997 e na categoria adulta foi campeão da Liga Mundial  e vice-campeão da  Copa dos Campeões  ambos resultados em 2001.

## Carreira
Em 1992 inicia sua trajetória no vôleie foi revelado pelo Barão/Ceval/Blumenau. Xanxa disputou nas categorias de base o Campeonato Brasileiro de Seleções  e na categoria juvenil representou a Seleção Catarinense na edição de 1995, na qual conquistou o título.E desde as categorias de base serve a seleção brasileira, e representando-a sagrou-se campeão do  Campeonato Mundial Infanto-Juvenil de 1995, cuja sede foi em San Juan-Porto Rico.
Ainda pela seleção brasileira, Xanxa conquistou a medalha de ouro no Campeonato Sul-Americano Juvenil de 1996, este realizado na Cali-Colômbia, nesta edição foi eleito o atleta com a Melhor Recepção de todo campeonato.
Integrou em 1997 da equipe vice-campeã do  Mundial Juvenil disputado no Bahrein.Na temporada 1997-98 defendeu as cores do  Telepar/Maringá e disputou  a  Superliga Brasileira A 1997-98, não obtendo classificação as finais, encerrou na nona colocação.
O técnico Radamés Lattari o convocou  em 1998 para servir a seleção principal, quando vestiu a camisa #11 na edição da Liga Mundial, quando o selecionado brasileiro terminou na quinta colocação, esteve no grupo que se preparava para o Mundial deste ano e ficou de fora da lista dos doze atletas que iriam para disputá-lo. Em 1998 jogou no Telepar/São José dos Campos  quando foi vice-campeão  dos Jogos Regionais de São Paulo e da Copa São Paulo ao perder em ambas oportunidades para o  Report/Suzano e disputou por esta equipe  a  Superliga Brasileira A 1998-99,quando encerrou na sétima colocação nesta edição.
Atuando pela equipe da  Ulbra/Compaq conquistou em 1999 o título do  Campeonato Gaúcho, conquistando  novamente este título bo ano de 2000 e o tricampeonato em 2001. Competiu por esse clube na  Superliga Brasileira A 1999-00 e ao final da competição terminou na quarta colocação, mas na edição da Superliga Brasileira A  2000-01 disputou o título da competição, mas finalizou com o vice-campeonato.
Foi convocado para a seleção brasileira  para disputar a   Liga Mundial de 2001,  quando vestiu a camisa#15 e faturou o título desta edição  cuja fase final deu-se na Polônia Ainda em competições em 2001 pela Ulbra foi campeão da Copa Sul, Taça Premium e também da Copa Brasil.Recebeu nova convocação para seleção brasileira pelo técnico Bernardinho  para  disputar a  Copa dos Campeões de 2001  em Nagoya e Tóquio, tal oportunidade surgiu  após pedido de dispensa  de Giba, que alegou  problemas particulares, então Xanxa ocupou sua vaga no grupo e ao lado de Nalbert, Giovane e Dante compôs o elenco de ponteiros e nesta competição  obteve a medalha de prata.
Disputou pela Ulbra a edição da  Superliga Brasileira A 2001-02 terminou na  quarta posição. Transferiu-se na temporada 2002-03 para o clube Telemig/Minas, neste classificou-se aos playoffs, avançando até as quartas de final, terminando na quinta colocação. Com a parceria da Ulbra com o clube SPFC, resultando no time com nome  Ulbra/ Ferraz/SPFC, disputou o Campeonato Paulista de Voleibol Masculino de 2003 e obteve o título desta edição, assim como seu tetracampeonato gaúcho no mesmo ano e como remanescente neste mesmo clube, disputa a grande final da  Superliga Brasileira A 2003-04, mas encerrou com o vice-campeonato.
Consecutivamente permanece na Ulbra por mais uma temporada, mas não avançou a grande final da Superliga Brasileira A, finalizando na quarta colocação na edição correspondente ao período esportivo 2004-05e continuou como atleta da Ulbra/ Ferraz/SPFC na Superliga Brasileira A 2005-06, contribuindo para esta equipe avançar as quartas de final, mas perdeu sofreu eliminação na semifinal, encerrando na oitava colocação geral na edição.Transferiu-se em 2006 para o voleibol europeu, especificamente foi para a França onde passou a defender a equipe  Poitiers com a qual chegou à final do Liga Francesa, conquistando o vice-campeonato e premio de maior pontuador da liga e em quarto lugar na Copa CEV.
Em 2007 retornou ao  Brasil  para mais uma temporada pela  Ulbra/Suzano/UPtime,  quando  terminou na terceira posição 2007-08. Além deste resultado nesta temporada , Xanxa obteve o título do  Jogos Regionais de São Paulo e  Jogos Abertos do Interior em Praia Grande; conquistou o título do   Campeonato Paulista diante da equipe do Pinheiros/Telemig/AMilBlue, sendo o um dos destaques da partida juntamente com Raphael Vinhedo, assim como o  do  Campeonato Gaúcho, sob o comando do técnico Percy Oncken
No ano de 2008 Xanxa retornou a Europa para uma temporada frutífera  no   CAI Teruel, quando conquistou o título da   Superliga Espanhola e foi eleito melhor jogador das finais, também o atleta com melhor saque, aparecendo nas estatísticas como o terceiro maior pontuador e sexto melhor atacante da edição 2008-09.Após temporada no vôlei espanhol recebeu propostas não só da Espanha,mas também Argentina e Itália, e despedindo-se agradecido pelo apoio recebido nesta passagem. Entre as propostas recebidas, Xanxa optou por atuar no voleibol italiano e acertou por duas temporadas com a equipe do Globo Banca Popolare del Frusinate Sora, clube que o aguardava juntamente com sua esposa Jennifer.
Na primeira temporada  da Liga Italiana-Série A2 se classifcou na  quinta posição, sofrendo eliminação nas quartas-de-final e disputou  a TIM Cup A2 -Copa Itália  também eliminada nas quartas-de-final. Xanxa jogando na  série A2 edição 2010-11 obteve a nona posição na fase de classificação da liga italiana e novamente sua equipe é batida nas quartas-de-final e chegou as semifinais da Copa Itália A2.
Em 27 de janeiro de 2011 deixa o clube italiano e  retorna ao Brasil e  passa a defender  Kappesberg/Canoas  recém criada  para representar o Rio Grande do Sul. Já em 2012 foi campeão gaúcho e na primeira edição da Superliga Brasileira-Série B, na qual conquista o título e a promoção para  Superliga Brasileira A 2012-13.
Na Superliga Brasileira A 2012-13 foi um dos remanescentes da equipe que conquistou a Superliga Brasileira B e nesta edição realizou uma boa campanha terminando na sexta posição e renovou contrato por mais uma temporada e disputou a Superliga Brasileira A 2013-14 por este mesmo clube.

## Clubes
| Clube                                   | País    | De   | Até  |
| Telepar/Maringá                         | Brasil  | 1997 | 1998 |
| Telepar/Maringá/São José dos Campos     | Brasil  | 1998 | 1999 |
| Ulbra/Compaq                            | Brasil  | 1999 | 2000 |
| Ulbra                                   | Brasil  | 2000 | 2002 |
| Telemig/Minas                           | Brasil  | 2002 | 2003 |
| Ulbra/Ferraz/SPFC                       | Brasil  | 2003 | 2006 |
| Stade Poitevin Poitiers                 | França  | 2006 | 2007 |
| Ulbra/ Suzano/UpTime                    | Brasil  | 2007 | 2008 |
| CV Teruel                               | Espanha | 2008 | 2009 |
| Globo Banca Popolare del Frusinate Sora | Itália  | 2009 | 2011 |
| Kappesberg/Canoas                       | Brasil  | 2011 | 2012 |
| APV/Canoas                              | Brasil  | 2012 | 2014 |

## Títulos e Resultados
- 1997-98- 9º Lugar  da Superliga Brasileira A[7]
- 1998- 5º Lugar    Liga Mundial[8]
- 1998- Vice-campeão  dos Jogos Regionais de São Paulo[10]
- 1998- Vice-campeão da Copa São Paulo[10]
- 1998-99- 7º Lugar  da Superliga Brasileira A[7]
- 1999-Campeão do  Campeonato Gaúcho[3]
- 1999-00- 4º Lugar  da Superliga Brasileira A[1]
- 2000-Campeão do  Campeonato Gaúcho[3]
- 2000-01- Vice-campeão da Superliga Brasileira A[1]
- 2001- Campeão do  Campeonato Gaúcho[3]
- 2001- Campeão da Copa Sul[3]
- 2001- Campeão da Taça Premium[3]
- 2001- Campeão da Copa Brasil de Voleibol Masculino[3]
- 2001-02- 4º Lugar  da Superliga Brasileira A[7]
- 2002-03- 5º Lugar da Superliga Brasileira A[7]
- 2003- Campeão do  Campeonato Gaúcho[3]
- 2003- Campeão do  Campeonato Paulista[3]
- 2003-04- Vice-campeão da Superliga Brasileira A[7]
- 2004-05- 5º Lugar da  Superliga Brasileira A[3]
- 2006-07- Vice-campeão do Liga Francesa[14]
- 2006-07- 4º Lugar da Copa CEV[15]
- 2007-08- Campeão do  Campeonato Paulista[17][18]
- 2007-08- Campeão  do  Campeonato Gaúcho[19]
- 2007- Campeão dos  Jogos Regionais de São Paulo[17]
- 2007- Campeão dos  Jogos Abertos da Praia Grande[17]
- 2007-08- 3º Lugar da  Superliga Brasileira A[7]
- 2008-09- Campeão da Superliga Espanhola[20]
- 2012- Campeão do  Campeonato Gaúcho
- 2012- Campeão da  Superliga Brasileira B
- 2012-13- 6º Lugar da  Superliga Brasileira A

## Premiações Individuais
- Melhor Recepção do Campeonato Sul-Americano Juvenil de 1996
- 2006-07- Maior Pontuador da Liga A Francesa[14]
- 2008-09- Melhor Sacador da Superliga Espanhola.[30]
- 2008-09- 3º Lugar Maior Pontuador da  Superliga Espanhola[30][20]
- 2008-09- 6º Melhor Atacante da  Superliga Espanhola[20]
- 2008-09- MVP das Finais da  Superliga Espanhola[20]